# Grand Prix de Plouay 2007
La 71e édition du Grand Prix de Plouay a eu lieu le 2 septembre 2007. 
Elle a été remportée par Thomas Voeckler, grâce à une attaque tranchante au sommet de la dernière côte du parcours. Il a ensuite pu résister au retour du peloton pour s'imposer en solitaire à Plouay, quelques jours après son succès dans le Tour du Poitou-Charentes.

## Classement final
|    | Cycliste           | Nationalité | Équipe                | Temps           | Points UCI |
| -- | ------------------ | ----------- | --------------------- | --------------- | ---------- |
| 1  | Thomas Voeckler    | France      | Bouygues Telecom      | 5 h 32 min 47 s | 40         |
| 2  | Thor Hushovd       | Norvège     | Crédit agricole       | + 2 s           | 30         |
| 3  | Danilo Di Luca     | Italie      | Liquigas              | + 2 s           | 25         |
| 4  | Filippo Pozzato    | Italie      | Liquigas              | + 2 s           | 20         |
| 5  | Steven de Jongh    | Pays-Bas    | Quick Step-Innergetic | + 2 s           | 15         |
| 6  | Matthieu Sprick    | France      | Bouygues Telecom      | + 2 s           | 11         |
| 7  | Rinaldo Nocentini  | Italie      | AG2R Prévoyance       | + 2 s           | 7          |
| 8  | Carlo Scognamiglio | Italie      | Team Milram           | + 2 s           | 5          |
| 9  | Manuele Mori       | Italie      | Saunier Duval-Prodir  | + 2 s           | 3          |
| 10 | Arnaud Gérard      | France      | La Française des jeux | + 2 s           | 1          |